# Bruce C. Heezen
Bruce Charles Heezen est un géologue américain né le 11 avril 1924 à Vinton dans l'Iowa, et mort le 21 juin 1977.

## Biographie
Il obtient son B.A. de l'université de l'Iowa en 1947, son M.A. de l'université Columbia en 1952 et son Ph.D. du département de géologie en 1957.
Il intègre en 1948 le Lamont Doherty Geological Observatory de l'université Columbia où il devient successivement assistant de recherche puis professeur associé.
Avec Marie Tharp, sur le USNS Kane (T-AGS-27), il a travaillé à la réalisation de la carte topographique des fonds marins. Leur première carte, de l'Atlantique nord, est publié en 1959. La carte mondiale est publiée peu de temps après sa mort, en 1977. 
Bruce C. Heezen meurt d'une crise cardiaque le 21 juin 1977 à bord du sous-marin américain NR-1 alors qu'il effectuait une campagne d'étude de la dorsale médio-Atlantique, près de l'Islande.
Il fut l'un des pionniers de l'étude des turbidités.

## Prix et reconnaissances
- 1964 Henry Bryant Bigelow Medal de l'Institut océanographique de Woods Hole.
- Walter Bucher Award de l'American Geophysical Union.